# Fleninge socken
Fleninge socken i Skåne ingick i Luggude härad, ingår sedan 1971 i Helsingborgs kommun och motsvarar från 2016 Fleninge distrikt.
Socknens areal är 22,03 kvadratkilometer varav 21,89 land. År 2000 fanns här 3 480 invånare.  En del av tätorten Ödåkra samt kyrkbyn Fleninge med  sockenkyrkan Fleninge kyrka ligger i socknen.

## Administrativ historik
Socknen har medeltida ursprung.
Vid kommunreformen 1862 övergick socknens ansvar för de kyrkliga frågorna till Fleninge församling och för de borgerliga frågorna bildades Fleninge landskommun. Landskommunen uppgick 1952 Ödåkra landskommun som uppgick 1971 i Helsingborgs kommun.
1 januari 2016 inrättades distriktet Fleninge, med samma omfattning som församlingen hade 1999/2000.  
Socknen har tillhört län, fögderier, tingslag och domsagor enligt vad som beskrivs i artikeln Luggude härad. De indelta soldaterna tillhörde Norra skånska infanteriregementet, Luggude kompani och Skånska husarregementet, Fleninge skvadron, Majorna kompani.

## Geografi
Fleninge socken ligger nordost om Helsingborg. Socknen är en odlad slättbygd.
Byar är Fleninge, Gunnarlunda, Norrbölinge och Ödåkra. Gårdar är Gunnarstorp, Hålgården, Klågerup och Skogsgömmarhuset.

## Fornlämningar
En boplats från stenåldern är funnen.

## Befolkningsutveckling
| Befolkningsutvecklingen i Fleninge socken 1571–2000 | Befolkningsutvecklingen i Fleninge socken 1571–2000 | Befolkningsutvecklingen i Fleninge socken 1571–2000 | Befolkningsutvecklingen i Fleninge socken 1571–2000 | Befolkningsutvecklingen i Fleninge socken 1571–2000 |
| --------------------------------------------------- | --------------------------------------------------- | --------------------------------------------------- | --------------------------------------------------- | --------------------------------------------------- |
|                                                     |                                                     |                                                     |                                                     |                                                     |
| År                                                  |                                                     |                                                     | Invånare                                            |                                                     |
| 1571                                                | 1571                                                |                                                     | 3681                                                | 3681                                                |
| 1620                                                | 1620                                                |                                                     | 3711                                                | 3711                                                |
| 1699                                                | 1699                                                |                                                     | 2841                                                | 2841                                                |
| 1718                                                | 1718                                                |                                                     | 3211                                                | 3211                                                |
|                                                     |                                                     |                                                     |                                                     |                                                     |
| 1810                                                | 1810                                                |                                                     | 622                                                 | 622                                                 |
| 1820                                                | 1820                                                |                                                     | 682                                                 | 682                                                 |
| 1830                                                | 1830                                                |                                                     | 903                                                 | 903                                                 |
| 1840                                                | 1840                                                |                                                     | 882                                                 | 882                                                 |
| 1850                                                | 1850                                                |                                                     | 1 063                                               | 1 063                                               |
| 1860                                                | 1860                                                |                                                     | 1 163                                               | 1 163                                               |
| 1870                                                | 1870                                                |                                                     | 1 201                                               | 1 201                                               |
| 1880                                                | 1880                                                |                                                     | 1 181                                               | 1 181                                               |
| 1890                                                | 1890                                                |                                                     | 1 152                                               | 1 152                                               |
| 1900                                                | 1900                                                |                                                     | 1 325                                               | 1 325                                               |
| 1910                                                | 1910                                                |                                                     | 1 618                                               | 1 618                                               |
| 1920                                                | 1920                                                |                                                     | 1 554                                               | 1 554                                               |
| 1930                                                | 1930                                                |                                                     | 1 684                                               | 1 684                                               |
| 1940                                                | 1940                                                |                                                     | 1 641                                               | 1 641                                               |
| 1950                                                | 1950                                                |                                                     | 1 634                                               | 1 634                                               |
| 1960                                                | 1960                                                |                                                     | 1 614                                               | 1 614                                               |
| 1970                                                | 1970                                                |                                                     | 1 814                                               | 1 814                                               |
| 1980                                                | 1980                                                |                                                     | 3 238                                               | 3 238                                               |
| 1990                                                | 1990                                                |                                                     | 3 601                                               | 3 601                                               |
| 2000                                                | 2000                                                |                                                     | 3 840                                               | 3 840                                               |
|                                                     |                                                     |                                                     |                                                     |                                                     |
| 1 Beräknad folkmängd                                |                                                     |                                                     |                                                     |                                                     |

## Namnet
Namnet skrevs omkring 1400 Flininge och kommer från kyrkbyn. Efterleden är inbyggarbeteckningen inge. Förleden innehåller flen, 'bar, naken' syftande på den skoglösa marken vid kyrkbyn nedanför en ås med skog..
Namnet skrevs före 22 oktober 1927 även Flenninge socken.